# Собор Святого Миколая Чудотворця (Луганськ)
Свято-Миколаївський собор — собор у місті Луганськ, збудований 1841 року на честь Миколи Чудотворця. Розташований на Миколаївській (нині Красній) площі міста.

## Історія
Собор будувався впродовж 1840-1841 років. У 1935 році собор було зруйновано більшовиками. Пізніше, в 1953 році, поблизу місця розташування собору було побудовано будинок техніки.

## Опис
За даними клірової відомості за 1916 рік будівля собору, як і його дзвіниця, були збудовані з каменю, храм було огороджено кам'яною огорожею із залізними ґратами. На будівництво храму було витрачено понад 29 тис. рублів, на огорожу — близько 3,5 тис. рублів. Храм мав лише один престол — в ім'я Святого Миколая.
За межами міста за церквою було закріплено цвинтар. Площа церковних земель становила 193 десятини (понад 210 га). До власності собору належали три будинки священослужителів.
При соборі діяла церковна бібліотека, змішана церковнопарафіяльна, дівоча та хлопчача сільські, міщанська змішана, приватна та Пушкінська школи.
1929 року Спілка войовничих безбожників організувала збір підписів за закриття храму. У грудні церкву закрили, а 1935 року зруйнували. 1942 року громада зайняла приміщення колишньої синагоги і відновила свою діяльність. 1949 року влада відібрала приміщення, натомість дозволила єпископу Никону збудувати новий Миколо-Преображенський храм у Гусинівці.

## Галерея

Меморіальна дошка на честь Миколаївського собору
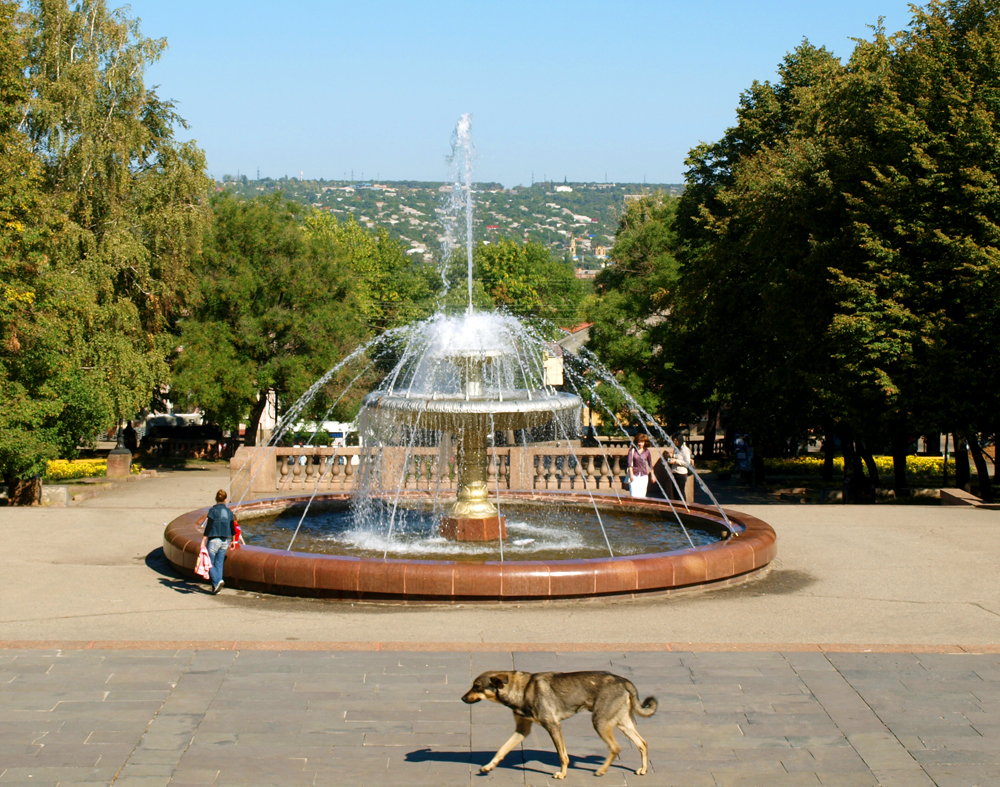
Фонтан, на місці якого знаходився храм